# Dżubb Abjad Szamali
Dżubb Abjad Szamali (arab. جب أبيض شمالي) – wieś w Syrii, w muhafazie Aleppo. W 2004 roku liczyła 713 mieszkańców.